# 巴夏诺 (泰拉莫省)
巴夏诺 (泰拉莫省)（義大利語：Basciano），是意大利泰拉莫省的一个市镇。总面积18.69平方公里，人口2460人，人口密度131.6人/平方公里（2009年）。ISTAT代码为067005。